# Фрідріх-Вільгельм-Любке-Ког
Фрідріх-Вільгельм-Любке-Ког (нім. Friedrich-Wilhelm-Lübke-Koog) — громада в Німеччині, розташована в землі Шлезвіг-Гольштейн. Входить до складу району Північна Фризія. Складова частина об'єднання громад Зюдтондерн.
Площа — 13,49 км2. Населення становить 174 ос. (станом на 31 грудня 2020).